# Hůrky
Hůrky (en allemand : Hurkau, précédemment : Hurek) est une commune du district de Rokycany, dans la région de Plzeň, en République tchèque. Sa population s'élevait à 217 habitants en 2021.

## Géographie
Hůrky se trouve à 7 km à l'est du centre de Rokycany, à 23 km à l'est de Plzeň et à 66 km au sud-ouest de Prague.
La commune est limitée par Svojkovice et Holoubkov au nord, par Medový Újezd à l'est et par Dobřív au sud et à l'ouest.

## Histoire
La première mention écrite du village date de 1379.

## Transports
Par la route, Hůrky trouve à 8 km de Rokycany, à 26 km de Plzeň et à 75 km de Prague. 